# Hochfeld

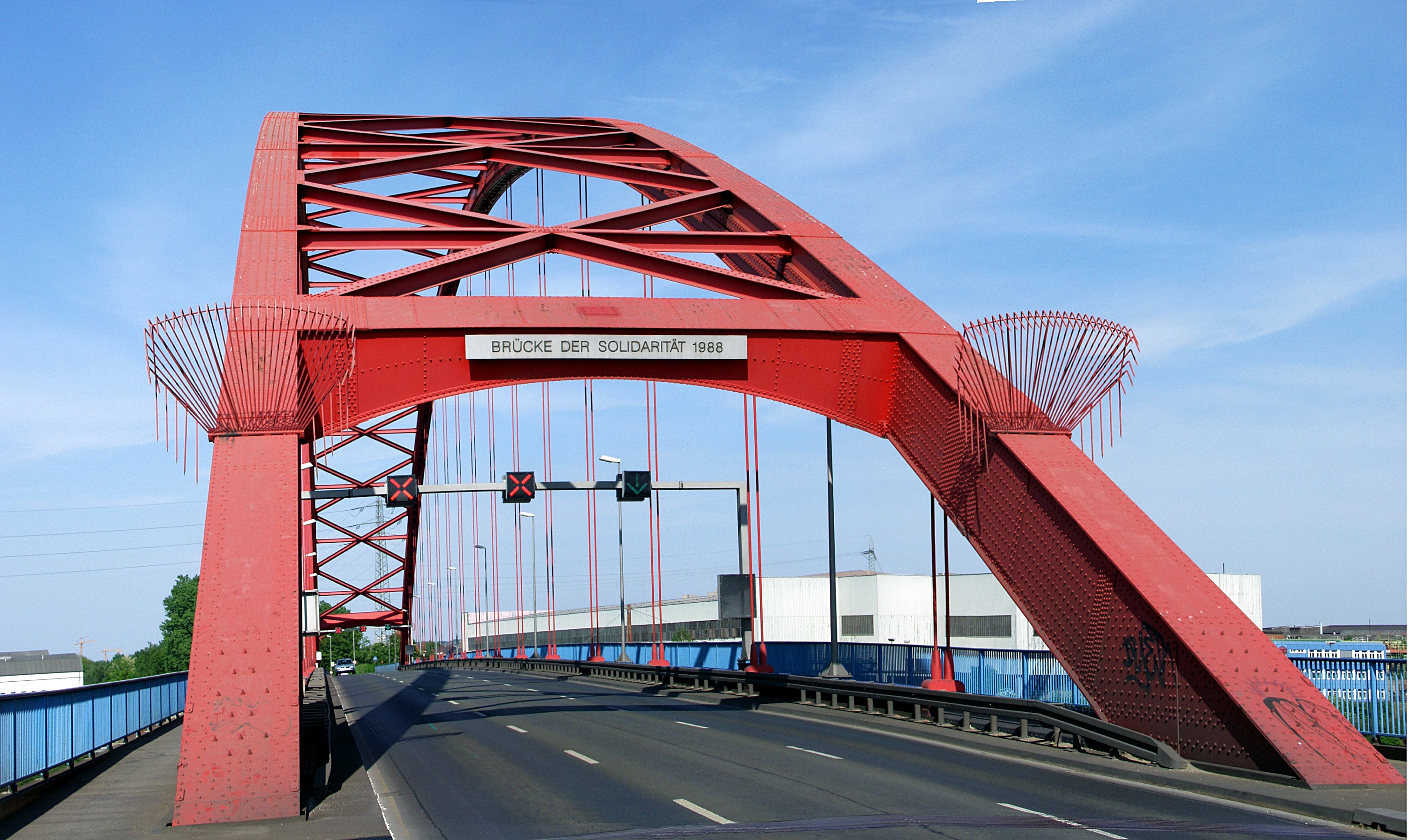
Brücke der Solidarität zwischen Rheinhausen und Hochfeld

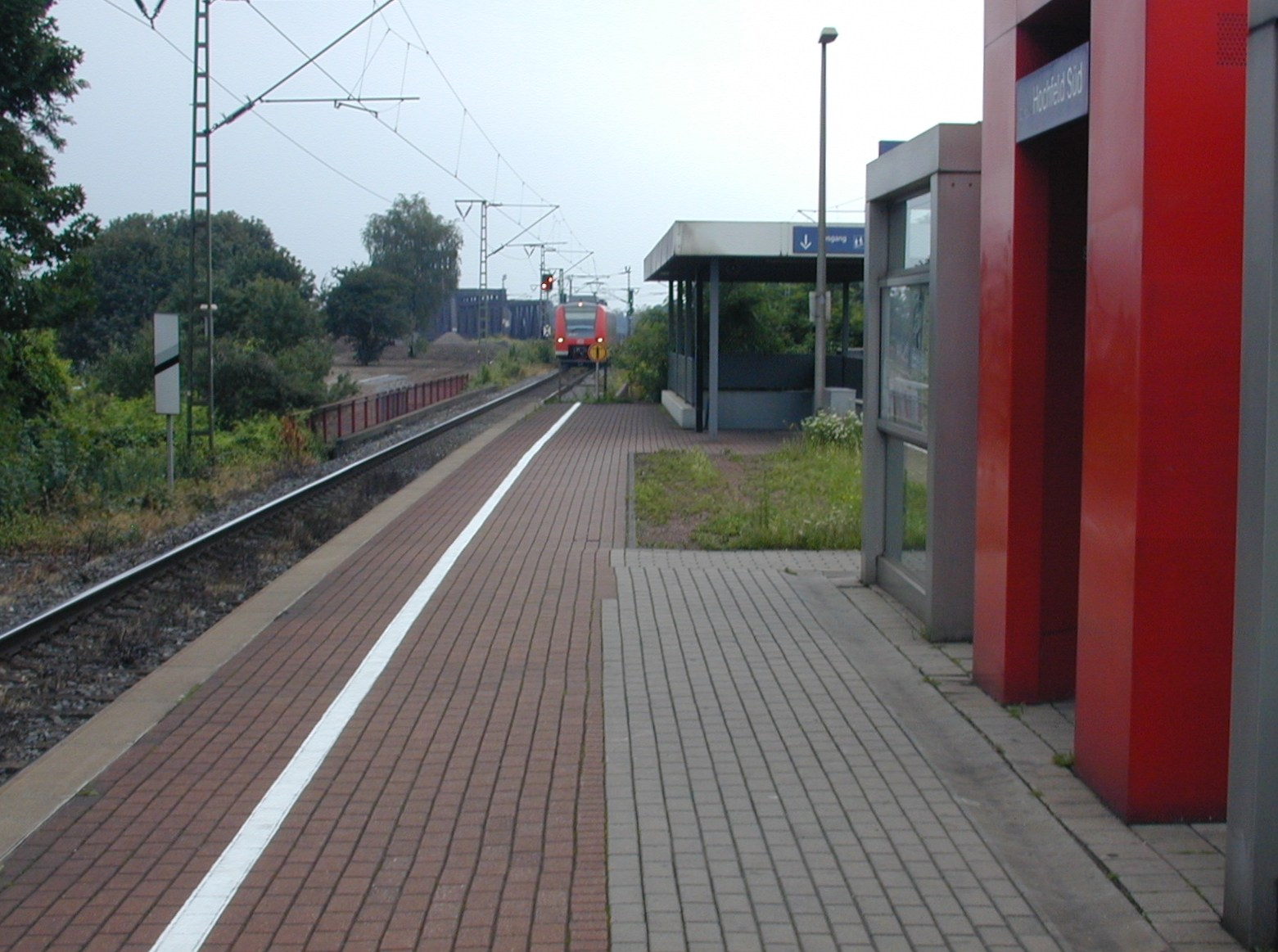
Haltepunkt Hochfeld-Süd

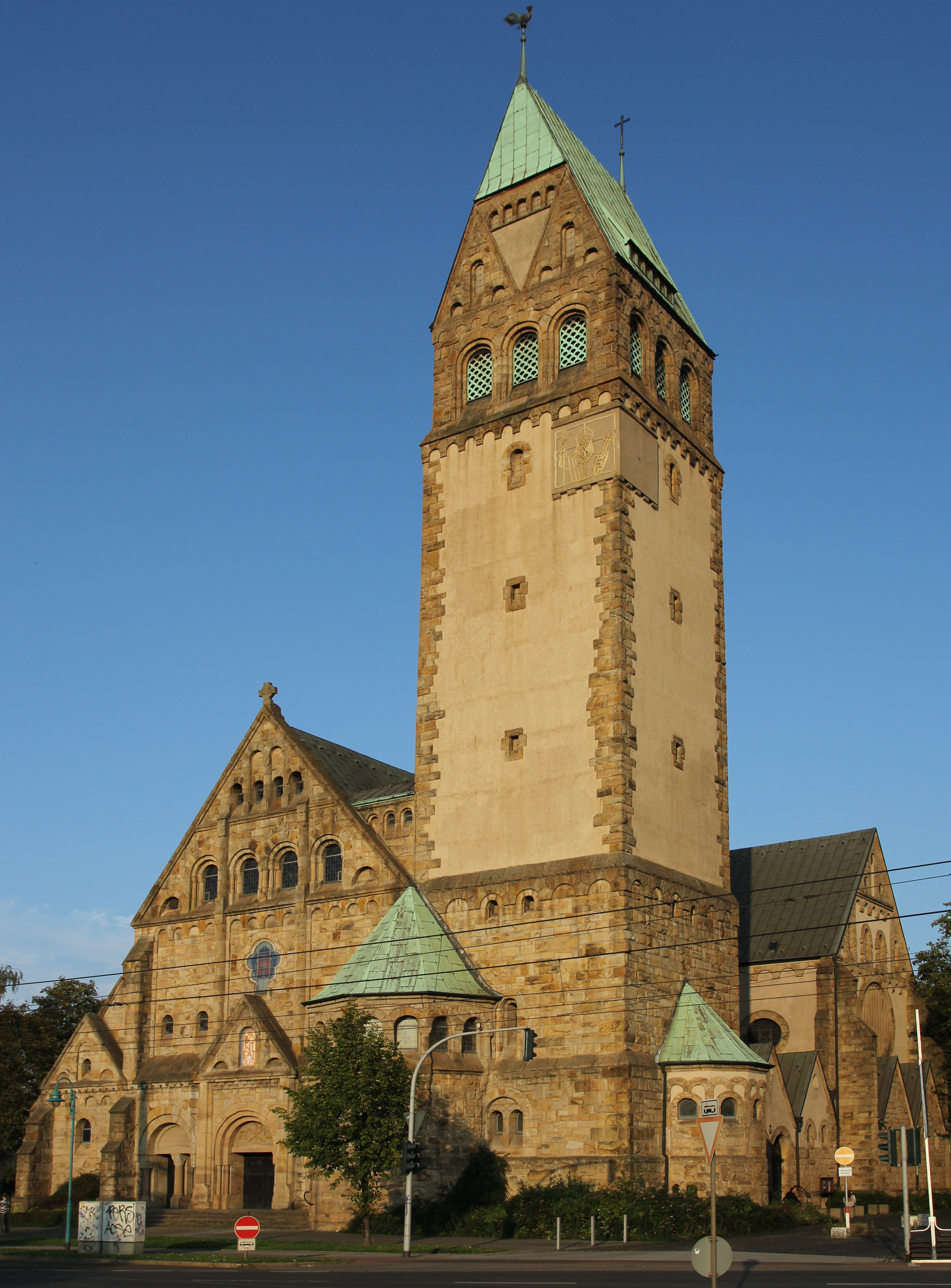
Kath. Kirche St. Bonifatius

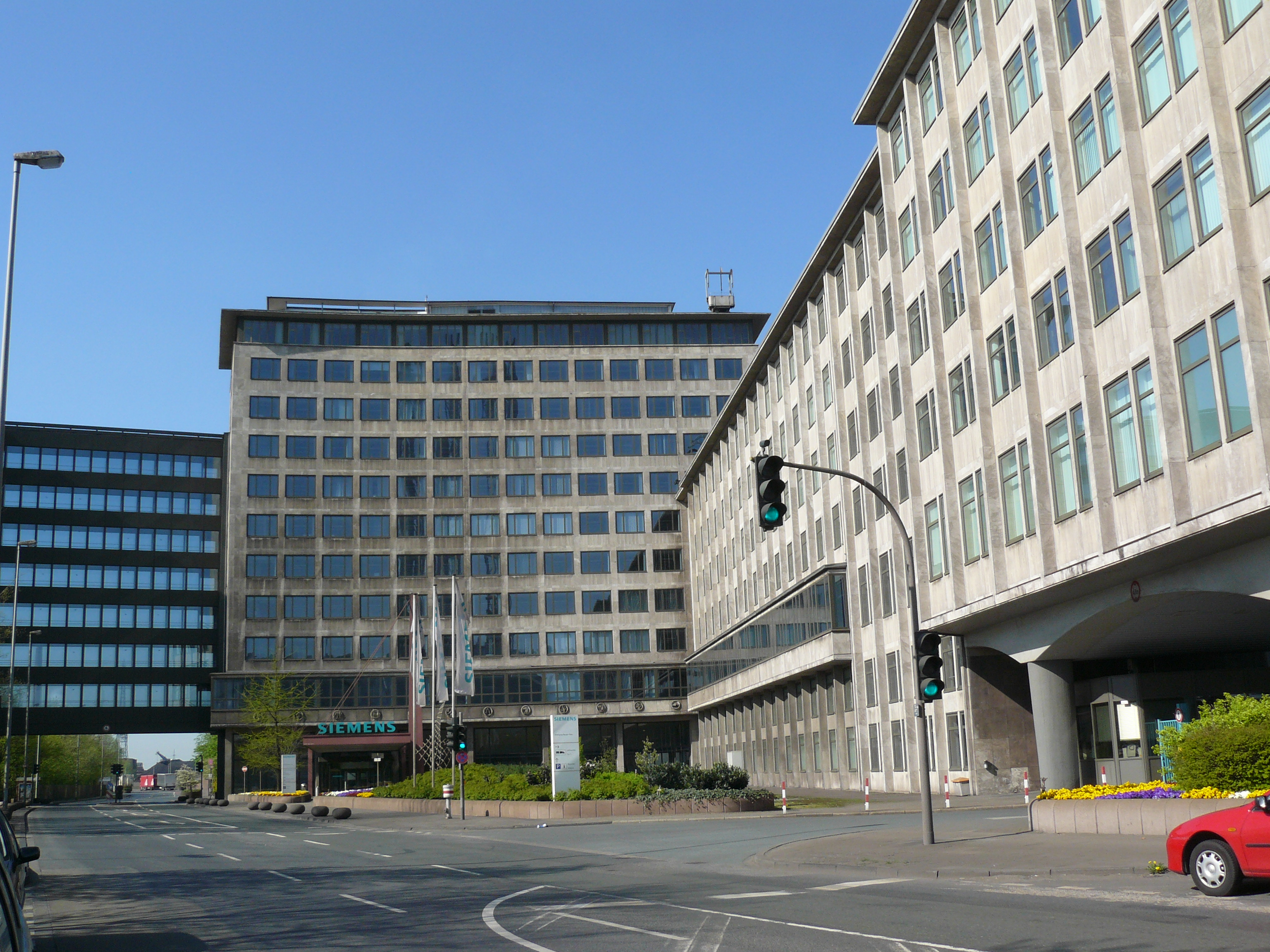
Siemens Energy (ehemaliger Stammsitz der Demag) in Duisburg-Hochfeld

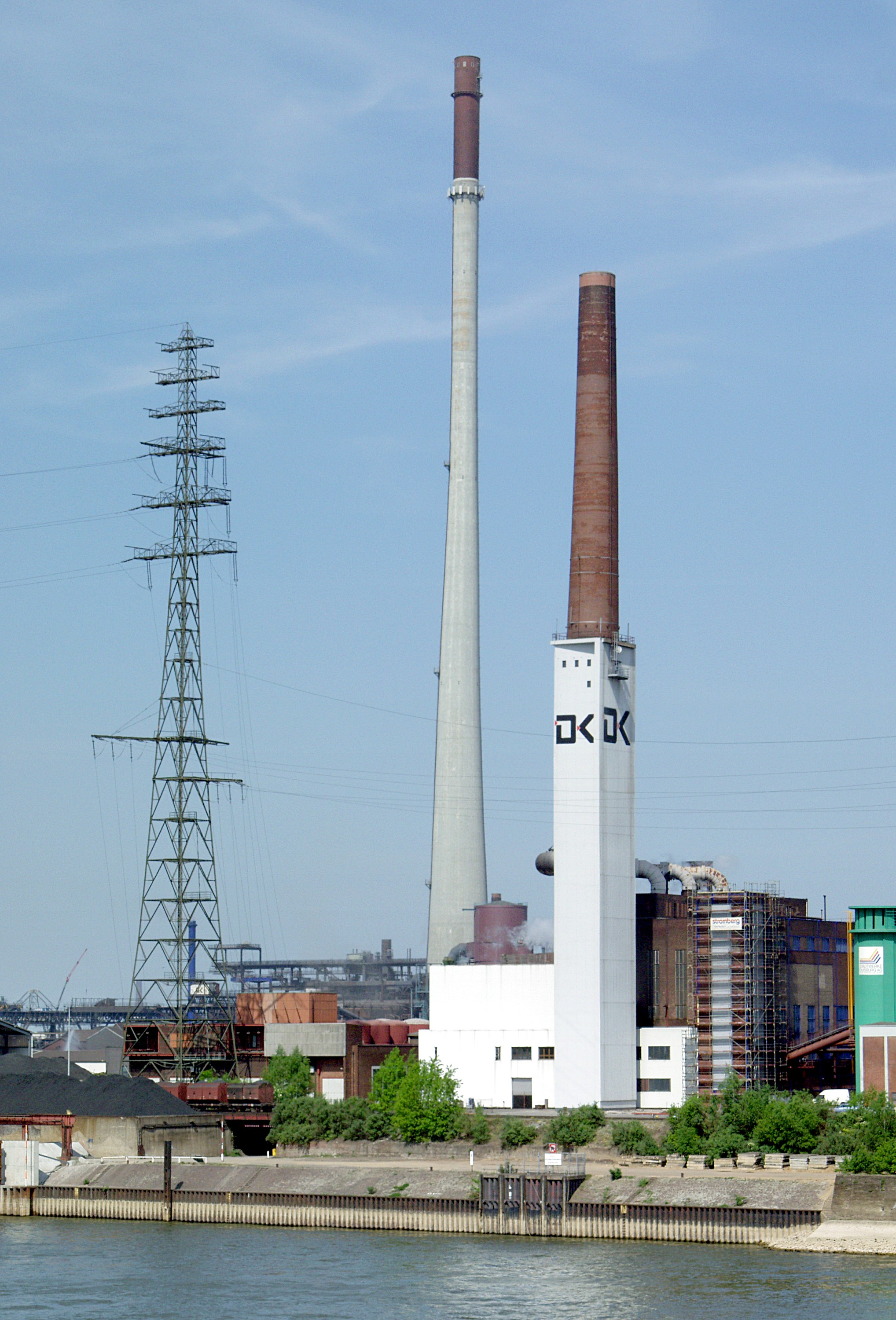
DK Recycling und Roheisen GmbH

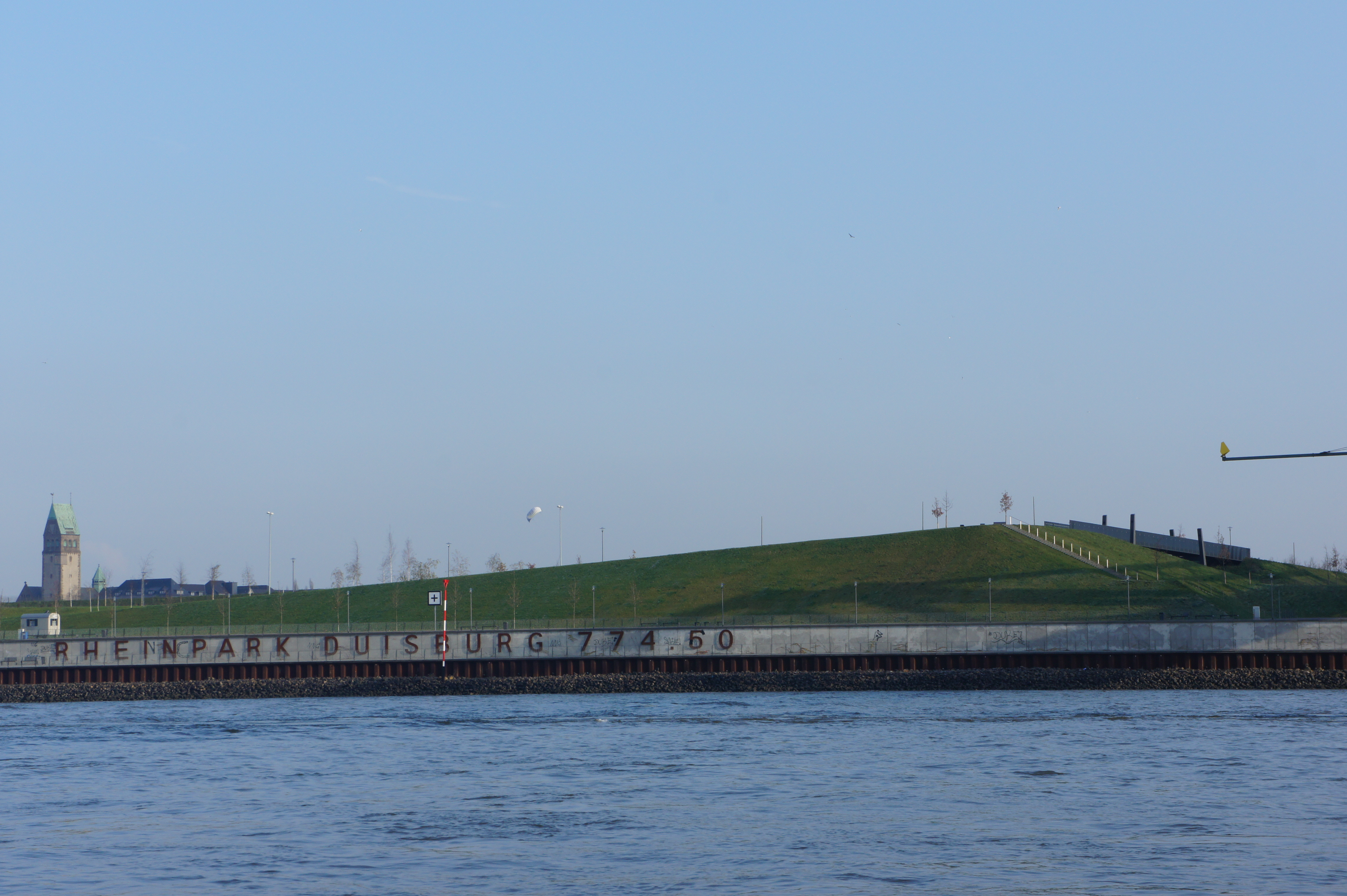
Uferpromenade des Rheinpark Duisburg in Duisburg-Hochfeld

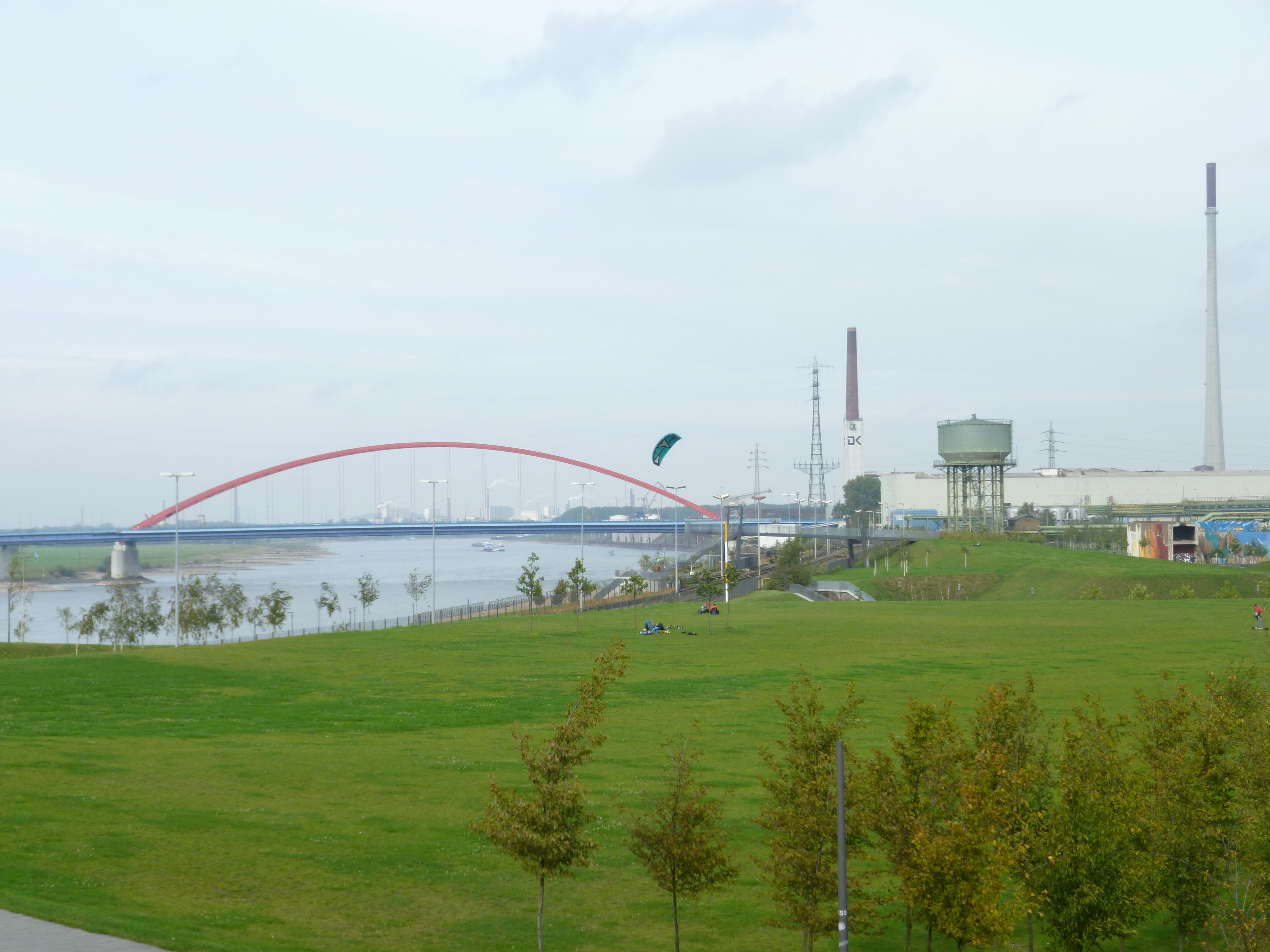
Rheinpark mit Blick auf die Brücke der Solidarität

Hochfeld ist ein Stadtteil im Duisburger Stadtbezirk Mitte mit 18.038 Einwohnern (Stand: 31. Dezember 2023) und der Postleitzahl 47053.

## Geographie
Duisburg-Hochfeld liegt rechtsrheinisch und befindet sich südwestlich der Duisburger Altstadt. Er wird im Westen durch den Rhein, im Süden durch die Bahnstrecke Duisburg–Mönchengladbach und im Osten durch das Dellviertel begrenzt. Auf der gegenüber liegenden linken Rheinseite liegt der Stadtbezirk Rheinhausen.

## Struktur
Haupteinkaufsstraße in Duisburg-Hochfeld ist die Wanheimer Straße, durch die auch die Straßenbahnlinie 903 der DVG (Duisburger Verkehrsgesellschaft) fährt.
Mittwochs und samstags ist Markttag auf dem Hochfelder Markt.
Hochfeld hat einen sehr hohen Anteil von Einwanderern verschiedener Nationalitäten. Am 31. Dezember 2023 wies Hochfeld mit 62,7 % den zweithöchsten Ausländeranteil aller Duisburger Stadtteile auf. Der Anteil türkischer und türkischstämmiger Bürger ist in Duisburg-Hochfeld relativ hoch, wodurch die Geschäfte speziell auf deren Bedürfnisse zugeschnitten sind. In den letzten Jahren hat sich Hochfeld, neben Laar, Meiderich, Bruckhausen und Marxloh, zudem als Siedlungsschwerpunkt für Zuwanderer aus Rumänien und Bulgarien herausgebildet, vor allem Roma, die inzwischen mehr als 15 % der Bevölkerung Hochfelds ausmachen.

## Verkehrsanbindung Straßenbahn und Autobahn
Duisburg-Hochfeld verfügt mit Hochfeld Süd über einen eigenen Bahnhof. Mit der Regionalbahn ist Duisburg Hauptbahnhof mit allen nationalen und internationalen Verbindungen in nur zwei Minuten erreichbar. Es gibt durchgehende Verbindungen nach Oberhausen, Duisburg-Rheinhausen, Krefeld, Viersen und Mönchengladbach.
Durch Duisburg-Hochfeld führt die von Duisburg-Hüttenheim über Duisburg Hauptbahnhof nach Dinslaken verkehrende Straßenbahnlinie 903 der Duisburger Verkehrsgesellschaft (DVG).
Der südliche Teil Duisburg-Hochfelds ist über die Abfahrt Hochfeld der Bundesautobahn 59 (Abfahrt Nr. 12, nur aus und nach Duisburg-Zentrum) erreichbar, der nördliche Teil über die Abfahrt Duisburg-Häfen der Bundesautobahn 40 (ebenfalls Ausfahrt Nr. 12).

## Geschichte
Südwestlich von Duisburg lag früher ein dichtes Waldgebiet. Nur ein Stück vor dem Marientor stand das „Siechenhaus“ für die Aussätzigen, ganz in der Nähe des Galgens. Am Rheinufer legte die Werthauser Fähre über nach Werthausen. Die Fähre ist seit dem Mittelalter bezeugt, noch heute existiert die Werthauser Straße.
Durch den Dreißigjährigen Krieg Mitte des 17. Jahrhunderts in hohe Schulden gestürzt, ließ die Stadt Wald abholzen, verkaufte das Holz und machte das entstehende Land urbar. Das hohe Feld nannte man das Gebiet, direkt am Rhein gelegen war es trotzdem durch seine „hohe“ Lage vor dem berüchtigten Rheinhochwasser geschützt. Noch heute erinnern einige Straßennamen an alte Flurbezeichnungen (z. B. Eigenstraße, Valenkamp).
Bis 1832 wurde der Rheinkanal gebaut, der heutige Außenhafen. 1848/1849 schloss die Köln-Mindener Eisenbahn-Gesellschaft Duisburg an das entstehende Eisenbahnnetz an. Zusammen mit der guten Straßenanbindung ließ dieser Umstand Duisburg als besonders interessanten Standort für die beginnende Industrialisierung erscheinen. Ideal war vor allem, dass Hochfeld durch die direkte Anbindung an den Rhein, der nicht nur für den wichtigen Gütertransport unentbehrlich war, sondern auch kostenlos Wasser und einfache Entsorgung des Abwassers anbot. So siedelten sich stahlproduzierende und -verarbeitende Fabriken, Zulieferanten und chemische Betriebe auf dem Hochfeld an. Parallel zur Industrie entstanden Wohnhäuser für die Arbeiter. Da es keinen genauen Bebauungsplan gab, wurde unkoordiniert gebaut. Hier eine Arbeitersiedlung, dort ein paar Häuser, mal an Straßen, mal mitten im Feld, oft direkt an die großen Betriebe angrenzend. Die Bevölkerungszahl stieg sehr schnell an. Wohnten 1854 noch 1.700 Menschen in Hochfeld, waren es 1895 bereits 18.400.
Mit Schulvikar Bernhard Nienhaus kam 1861 der erste katholische Seelsorger nach Hochfeld. Seitdem wird in der Schule in der Feldmark regelmäßig Gottesdienst gefeiert. Die erste Bonifatiuskirche wurde 1872 als Notkirche errichtet. 1877 folgte die evangelische Pauluskirche. 1893 wurde der katholische Pfarrbezirk zur eigenständigen Pfarrei erhoben. Ein Jahr später wurde an der Petri- und Fehrbellinstraße die St.-Peter-Kirche gebaut.
1866 errichtete die Rheinische Eisenbahn-Gesellschaft ihre Ruhrgebietsstrecke südlich von Hochfeld, ausgehend vom Trajekt Rheinhausen–Hochfeld am heutigen Kultushafen.
Von den konjunkturellen Schwankungen abgesehen ging es bis zum Ersten Weltkrieg aufwärts. Durch den Ausbruch des Ersten Weltkrieges gab es zunächst einen wirtschaftlichen Stillstand. Arbeiter wurden zum Militär einbezogen, viele meldeten sich freiwillig. Die Folge war ein rapider Produktionsrückgang. Kriegsgefangene und Frauen wurden als billige Arbeitskräfte eingesetzt.
1911 wurde die alte Bonifatiuskirche abgerissen und durch die heutige große St.-Bonifatius-Kirche am Marien-Krankenhaus (jetzt betrieben durch den Helios-Konzern) ersetzt, die aufgrund ihres markanten Turms ein Wahrzeichen des Stadtteils ist.
Auf den Ausbruch der Novemberrevolution am 9. November 1918 folgten stürmische Jahre. Französische Besatzung, Ruhrarmee, Inflation und Weltwirtschaftskrise seien hier nur als Stichwörter erwähnt. Streiks und bürgerkriegsähnliche Zustände hatten die gesamte Wirtschaft bis 1925 stark beeinträchtigt.
Zu Beginn der Zeit des Nationalsozialismus sanken aufgrund der Aufrüstung der Wehrmacht zunächst die Arbeitslosenzahlen. Mit dem Beginn des Krieges folgten schwere Zeiten. Duisburg zählt zu den deutschen Städten, die unter dem Luftkrieg am meisten zu leiden hatten. Durch die Luftangriffe auf das Ruhrgebiet wurden Wohn- und Industrieviertel ab 1943 in Schutt und Asche gelegt. Zum Schutz vor den vom Westen anrückenden Alliierten wurde die Duisburg-Hochfelder Eisenbahnbrücke am 4. März 1945 von der zurück weichenden deutschen Wehrmacht selbst zerstört.
Nach den schlimmen Jahren kamen mit dem Wiederaufbau und dem Wirtschaftswunder in den 1950er und 1960er Jahren wieder gute Zeiten. Die Bewohner hatten wieder Arbeit und brachten es zu bescheidenem Wohlstand. Hochfeld hatte in dieser Zeit bis zu 33.000 Einwohner. Im Jahr 1952 wurden das Augustiner-Kloster und die Kirche „Christus König“ gebaut.
Die weitere wirtschaftliche Entwicklung Hochfelds, und damit auch die Arbeitsmarktsituation, wurde durch den turbulenten Wirtschaftsverlauf der Schwerindustrie am Rhein geprägt. So führte die Wachstumsschwäche der Eisen produzierenden Industrie dazu, dass seit Anfang der 1970er Jahre immer mehr Arbeitsplätze in Hochfeld verloren gingen. Die globale Konjunkturschwäche auf dem Stahlmarkt in den 1980er Jahren führte zu weiteren Massenentlassungen.
Durch den Niedergang der in Hochfeld ansässigen Firmen und den großflächigen Abriss von Wohngebäuden und der damit einhergehenden Begrünung wurde die Einwohnerzahl bis 1999 auf ungefähr die Hälfte reduziert. Der Sanierung fiel auch die alte Kirche „St. Peter“ zum Opfer. Die Gemeinde fand eine neue Heimat auf der Brückenstraße, wo 1969 die neue St.-Peter-Kirche eingeweiht wurde.
Die gesamte Sanierung und die bisher getroffenen Umbaumaßnahmen konnten die Probleme Hochfelds bisher nicht lösen. Die Arbeitslosigkeit stieg weiter und mit den sinkenden Einkommen sank auch die Qualität der Geschäfte.
Im Jahr 2000 fusionierten die drei katholischen Gemeinden Hochfelds zur neuen Pfarrgemeinde St. Bonifatius, die 2006 in Christus König umbenannt wird. Die Kirche St. Peter wurde als Gemeindekirche aufgegeben und zu einem Sozialzentrum in Trägerschaft der Großpfarrei Liebfrauen umgebaut.
Nachdem Hochfeld im März 2000 in das Förderprogramm zum „Stadtteil mit besonderem Erneuerungsbedarf“ des Landes NRW aufgenommen wurde, stehen Fördermittel zur Erneuerung Hochfelds zur Verfügung.

## Freizeit
Ausgedehnte Parkanlage „Böninger Park“ sowie eine kleinere Parkanlage in der Nähe der Rudolf-Schock-Straße. Eine weitere Parkanlage hinter dem ehemaligen Thyssen-Gelände ist der Rheinpark. Duisburg-Hochfeld hat etliche Kneipen und viele Kaffeehäuser sowie Geschäfte. Ferner zu nennen ist das Musicaltheater Theater am Marientor (TaM, ehemals Les Misérables) an der Heerstraße/Plessingstraße. Dieses Theater steht eigentlich im Dellviertel (laut amtlichem Stadtplan mit Verwaltungsgrenzen).
2002 wurde im Bahnhofsgebäude des Bahnhofs Duisburg-Hochfeld Süd, das von der Deutschen Bahn nicht mehr benutzt wird, das Pulp, eine Mischung aus Diskothek, Restaurant und Biergarten eröffnet. Die Neugestaltung fand im Stil einer mittelalterlichen Burg statt. Neben der Diskothek mit Schwerpunkt auf Rockmusikarten am Wochenende finden auch themenbezogene Events (Rittermahl, Kindertheater, DAT20 Charts) und Live-Auftritte statt.
Zurzeit entsteht in Hochfeld der bereits teileröffnete Rheinpark Duisburg, dem eine Verlagerung der heute ansässigen Industriebetriebe vorangeht, und der der Stadt Duisburg auf einer Länge von 1,4 Kilometern wieder einen Zugang zum Rhein gibt.

## Industriebetriebe (Auswahl)
- Siemens Energy Sector am Wolfgang-Reuter-Platz (ehemals DEMAG, mit „Haus der Konstrukteure“),
- DK Recycling und Roheisen GmbH (ehemals Duisburger Kupferhütte) mit 250 Meter hohem Kamin einer Sinteranlage,
- ArcelorMittal-Drahtwalzwerk (ehemals Niederrheinische Hütte),
- Steinkohlekraftwerk und Verwaltung der Stadtwerke Duisburg AG mit einem markanten dreizügigen Stahlkamin, der als eines der Wahrzeichen Duisburgs gilt und nachts für gewöhnlich grün beleuchtet wird. Oft wird die Beleuchtung aktuellen Ereignissen angepasst, wie etwa zu den World Games 2005.